# 크래시 앳 크러시

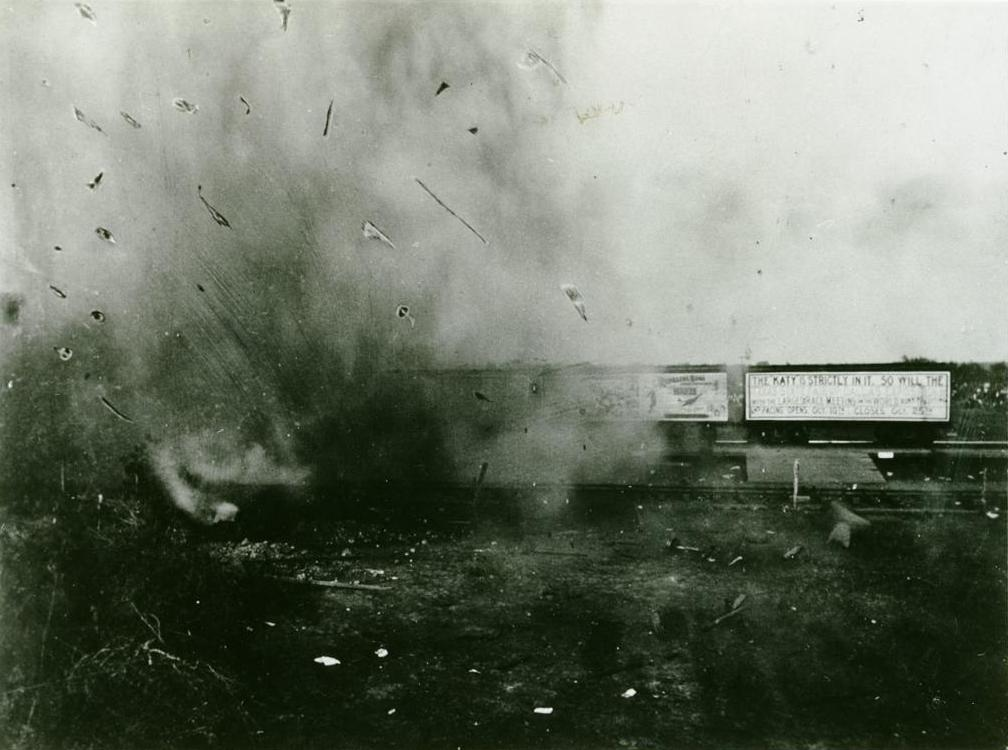

크래시 앳 크러시(Crash at Crush)는 1896년 9월 15일 미국 텍사스주에서 미주리-캔자스-텍사스 철도를 광고하기 위해 기획한, 무인 증기기관차 두 대의 박치기 쇼였다. 4만 명 앞에서 쇼가 시연된 결과 두 기관차의 보일러가 폭발하여 2명이 죽고 여러 사람이 다쳤다.